# جسر السراي المعلق
جسر السراي المعلق أو جسر العمارة المعلق، هو أحد الجسور الواقعة على نهر دجلة في مدينة العمارة مركز محافظة ميسان في العراق. وُضع الحجر الأساس لهُ في أوائل شهر أبريل/نيسان 2012 وأفتتح في 19 يناير/كانون الثاني 2017. يربط الجسر شارع دجلة وكورنيش السراي قرب مبنى محافظة ميسان بمنطقة العرضات وشارع بغداد الرئيس. ليسهم في تخفيف الاختناقات المرورية بعد زيادة عدد السيارات والتوسع السكاني الذي تشهده المحافظة.

## التصميم الهندسي
يبلغ الطول الكلي للجسر 377 متر وبعرض إجمالي 30 متراً، يتركز في منتصفه برج حديدي بيضوي يبلغ ارتفاعه الكلي 49 متراً، يمثل الدعامة الوسطية الرئيسية الحاملة للجسر بواسطة 44 سلكاً من الفولاذ، يبلغ طول الجسر المحمول بهذه الدعامة 143 متراً. ويحتوي على ممرين لمرور المركبات ذهاباً وإياباً عرضه 7 أمتار، إضافة إلى ممرات جانبية للمشاة عرضها 3 أمتار، وجزيرة وسطية عرضها 3 أمتار، ومنصتي صيد من الجانبين.

## تكاليف الإنشاء
بلغت تكلفة إنشاء الجسر 27,087,000,000 دينار عراقي (حوالي 23 مليون دولار أمريكي). ضمن مخصصات تنمية الأقاليم لعام 2012.

## التنفيذ والتصاميم
أنشأ الجسرَ شركةُ «أنوار سورى» العراقيةُ وأنجزت تصاميمه مكتب للاستشارات الهندسية بالتعاون مع المكتب الألماني للاستشارات الهندسية. وصُنعَ الهيكل الحديدي للجسر وبرج التعليق في الصين وشُحنَ بحرياً إلى العراق على شكل اجزاء وتم العمل به من قبل كادر صيني.